# Karl-Heinz Röder

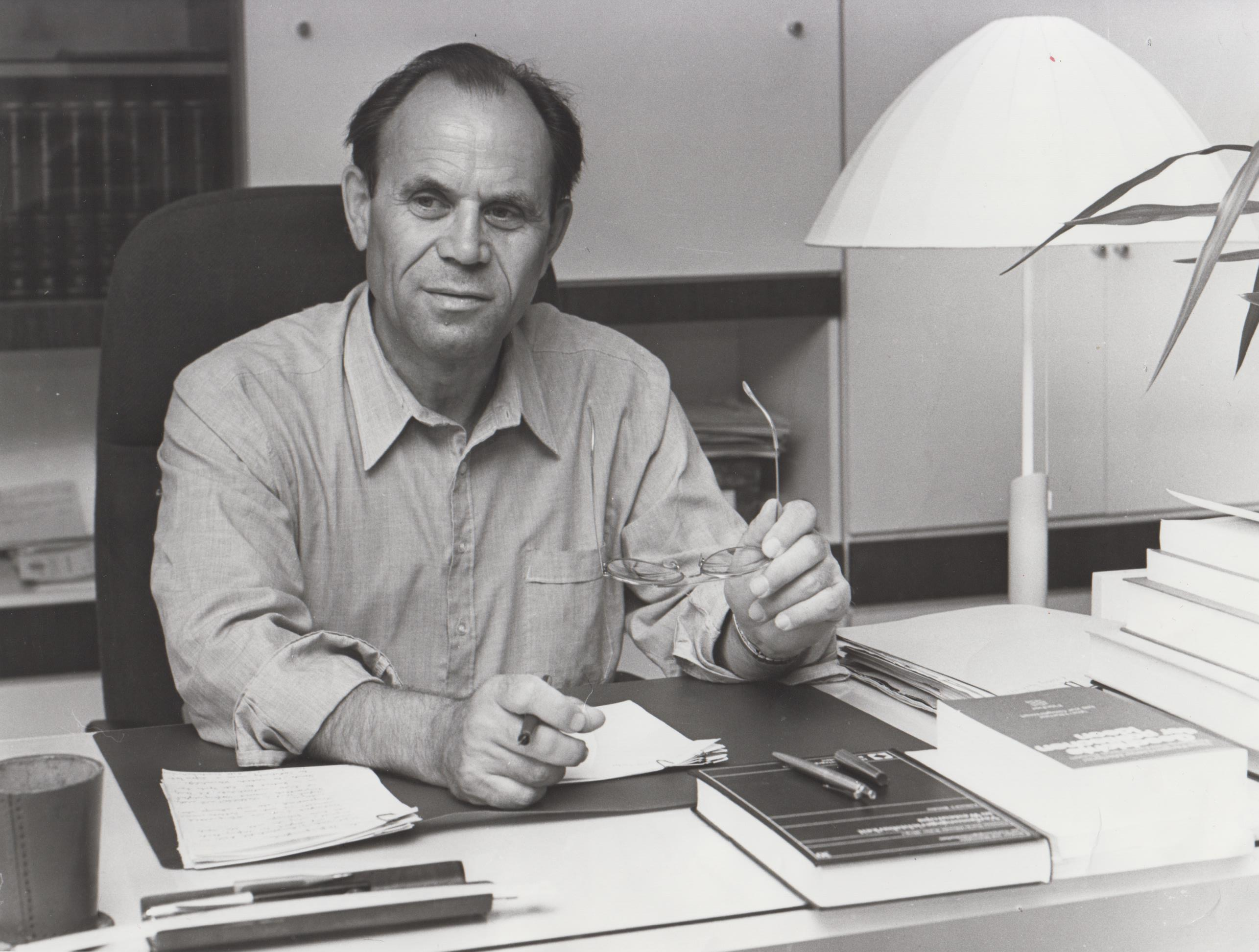
Karl-Heinz Röder 1988

Karl-Heinz Röder (* 13. Juni 1935 in Schmalkalden; † 3. Januar 1991 in Berlin) war ein deutscher Staats- und Rechtstheoretiker sowie Politikwissenschaftler marxistisch-leninistischer Prägung. Er war Professor für Staats- und Rechtstheorie an der Martin-Luther-Universität Halle-Wittenberg und stellvertretender Direktor des Instituts für Theorie des Staates und des Rechts der Akademie der Wissenschaften der DDR.
Nach der friedlichen Revolution in der DDR wurde er im März 1990 zum Direktor des in Institut für Rechtswissenschaft umbenannten Instituts gewählt, das er zuvor bereits kommissarisch in Vertretung von Wolfgang Weichelt geleitet hatte.

## Leben

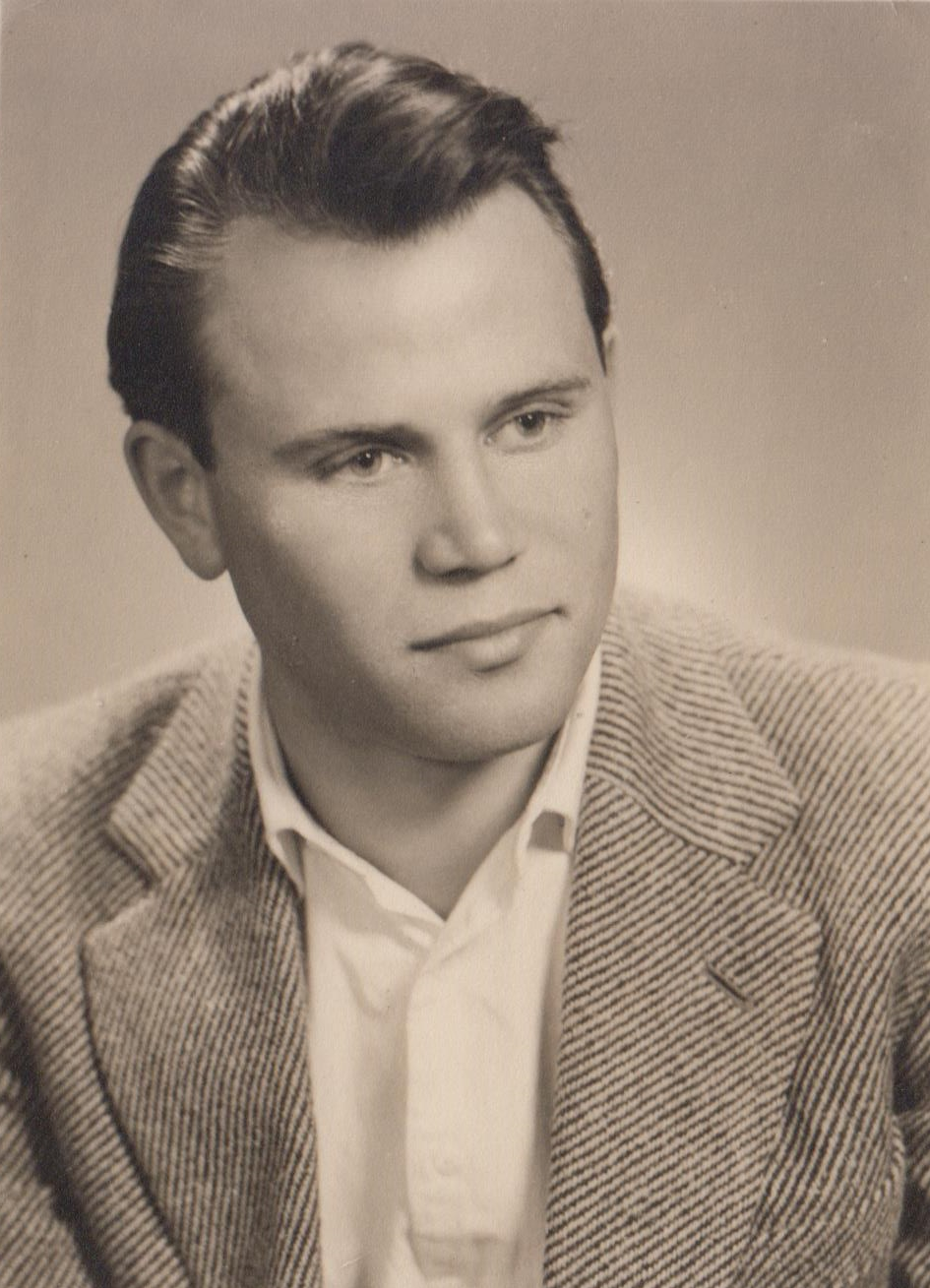
Karl-Heinz Röder 1956

Karl-Heinz Röder wurde 1935 als Sohn eines Arbeiters in Schmalkalden geboren. Von 1941 bis 1949 war er Grundschüler und besuchte anschließend die Oberschule in Meiningen.
Von 1953 bis 1957 studierte er Rechtswissenschaften an der Universität Leipzig. Er bekam anschließend eine Stelle als Lektor im Deutschen Zentralverlag in Berlin. Am 24. September 1957 wurde Röder als Geheimer Informator (GI) „IM Just“ für das Ministerium für Staatssicherheit der DDR verpflichtet.
Von 1958 bis 1965 war Röder wissenschaftlicher Assistent, Oberassistent und Dozent an der Humboldt-Universität zu Berlin. Zunächst wurde er ab 1. Oktober 1958 im damaligen Institut für Strafrecht der Berliner Universität beschäftigt. Ab 1. September 1960 wechselte er ins Institut für westdeutsches und westeuropäisches Recht und wurde Oberassistent. Mit Wirkung vom 15. November 1960 wurde er vorübergehend mit der kommissarischen Leitung dieses Instituts der Humboldt-Universität beauftragt. Er promovierte 1962 an der juristischen Fakultät der Humboldt-Universität zu Berlin mit einer Arbeit über das Godesberger Programm der SPD mit dem Prädikat „summa cum laude“ und wurde 1969 an der Akademie für Staats- und Rechtswissenschaft in Potsdam-Babelsberg auf Grund einer Gemeinschaftsarbeit zum Thema Staat und Klassenkampf zusammen mit Hellmuth Kolbe habilitiert. Zuvor wurde er zum nebenamtlichen Dozenten an der Juristischen Fakultät der Martin-Luther-Universität Halle-Wittenberg für das Fachgebiet Staats- und Rechtstheorie mit Wirkung vom 1. September 1965 ernannt.
1985 wurde er zum Mitglied des Exekutivkomitees der International Political Science Association (IPSA) in Paris gewählt; die Wiederwahl erfolgte 1988 in Washington, D.C. Er wurde am 16. Juni 1988 vom Plenum der Akademie der Wissenschaften der DDR zum Korrespondierenden Mitglied der Akademie gewählt.
Klaus von Beyme identifizierte Röder nach der Wiedervereinigung als hochrangigen Stasi-Offizier.
Röder starb am 3. Januar 1991 in Berlin. Er war einer der wenigen DDR-Wissenschaftler, die sich hartnäckig für die Etablierung der Politikwissenschaft als autonomer Disziplin einsetzten.

## Wirken
Röder beschäftigte sich mit marxistisch-leninistisch geprägten Ansätzen zur Staats- und Rechtstheorie. Schwerpunkt seiner Arbeiten war insbesondere die Untersuchung der politischen Systeme kapitalistischer Hauptländer.
Karl-Heinz Röder gehörte 1977 neben Wolfgang Eichhorn I, Dieter Klein, Hermann Klenner und Harry Maier u. a. zu den vom Generalstaatsanwalt der DDR bestellten Gutachtern in dem Strafverfahren gegen Rudolf Bahro. Obgleich die Betreffenden ihre Gutachten an den Generalstaatsanwalt schickten, finden sich die Originale in den Stasi-Akten wieder. Bahro wurde am 30. Juni 1978 in Ost-Berlin wegen „landesverräterischer Sammlung von Nachrichten“ und „Geheimnisverrats“ zu acht Jahren Freiheitsentzug verurteilt.
Röder war ab Mai 1983 ehrenamtlich als Vorsitzender des Berliner Komitees der Liga für Völkerfreundschaft der DDR tätig.

## Auszeichnung (Auswahl)
- Vaterländische Verdienstorden 1975 in Bronze.[1]

## Schriften
- USA: Aufstieg und Verfall bürgerlicher Demokratie. Berlin 1976
- Das politische System der USA: Geschichte und Gegenwart. Berlin 1980, 1982, 1987 (Lizenzausgabe Köln 1980, 1982, 1987, bulgarische Ausgabe Sofia 1983)
- The Perception of the United States in GDR Policy and Society: Preconditions and Possibilities  for a Dialogue, in: Studies in GDR Culture and Society, Hrsg. von Margy Gerber, New York: University Press of America, 1986, Seiten 31–36